# Etha tuberculata
Etha tuberculata là một loài tò vò trong họ Ichneumonidae.